# Война святого Саввы
Война святого Саввы (1256—1270) — вооружённый конфликт в крестоносных государствах Палестины между генуэзцами (при содействии владетеля Тира Филиппа де Монфора и рыцарей-госпитальеров) с одной стороны и венецианцами (в союзе с Пизой, провансальцами, тамплиерами и большинством палестинских баронов) — с другой. Будучи частью длительного конфликта между средиземноморскими республиками Венеции и Генуи, война являлась в то же время одним из актов масштабного противостояния гибеллинов и гвельфов.

## Начало войны
Формальным поводом для начала войны был спор из-за монастыря Святого Саввы в Акре, находившегося между венецианским и генуэзским кварталами. В 1256 году находившиеся в Акре генуэзцы вместе с пизанцами, бывшими первоначально их союзниками, захватили в гавани венецианские корабли и стеснили своих врагов внутри города. В том же году владетель Тира Филипп де Монфор изгнал венецианцев из своего города, треть которого они прежде занимали. В ответ Венеция заключила союзы с провансальцами (представителями Сен-Жиля, Марселя, Монпелье), тамплиерами и многими палестинскими феодалами, включая графа Яффы, а самое главное, ей удалось переманить на свою сторону пизанцев.

## Успехи Венеции на море
В 1257 году большой венецианский флот под командованием Лоренцо Тьеполо нанёс генуэзцам поражение в гавани Акры. Многие дома и башни города были разрушены осадными машинами. Сообщается, что в те дни в Акре погибло около 20 тысяч человек. Позднее при содействии папы Александра IV было заключено кратковременное перемирие.
24 июня 1258 года прибывший к палестинским берегам генуэзский флот вступил в бой с противником. Результатом стала гибель более чем половины генуэзских кораблей, уцелевшие суда укрылись в гавани Тира. Вследствие этого поражения генуэзцы вынуждены были оставить Акру и вместе с двумя своими консулами перебрались в Тир. Позднее в конфликте приняли участие и рыцари орденов тамплиеров и госпитальеров. В вооружённом столкновении 1259 года в Акре значительные потери понесли оба военно-монашеских ордена.

## Успех Генуи в Византии
Ответным ходом Генуи стало подписание в марте 1261 года Нимфейского договора с никейским императором Михаилом Палеологом, по которому генуэзцы в ответ на содействие в изгнании латинян из Константинополя получали крупные торговые привилегии, а венецианцы должны были быть изгнаны. В июле Константинополь был взят войсками Михаила, Византийская империя восстановлена. Несмотря на то, что существенной помощи византийцам генуэзцы не оказали, они получили право беспошлинной торговли в обновлённой империи. Им были предоставлены кварталы в Смирне, Салониках и Константинополе, особые отводы на Хиосе и Лесбосе. Доступ в Чёрное море объявлялся открытым лишь для византийских, генуэзских и пизанских судов. Пера, предместье византийской столицы, стала главной опорной базой Генуи на Ближнем Востоке.

## Распределение сфер влияния к концу войны
В последующие годы война между республиками периодически вспыхивала во всём Средиземноморье.
В 1264 году венецианцы попытались взять Тир. Попытка была неудачной, однако в большинстве морских сражений Венеция брала верх.
Михаил Палеолог, пытавшийся восстановить территории Византии, нуждался в деньгах и флоте, а союз с Генуей вместо выгоды приносил ему только огромные расходы. К тому же генуэзцы вели себя в Константинополе столь заносчиво и высокомерно, что стали ещё более непопулярны, чем до того венецианцы. Когда до Михаила стали доходить сведения о венецианских победах, он начал менять свою политику.
В 1264 году в Венецию прибыли послы Византии и в 1265 году между ними был заключён договор, по которому Венеция вернула себе часть прежних привилегий.
В 1266 году произошло крупное сражение при Трапани у западной Сицилии, когда свыше 1100 генуэзских моряков попрыгали в воду и утонули, а другие шестьсот на двадцати семи галерах были захвачены и переправлены в лагуну в качестве пленников. В 1267 году генуэзцы предприняли неудачную попытку отбить Акру.
В 1268 году между Византией и Венецией был заключён пятилетний мирный договор, по которому венецианцы получили право свободно путешествовать и торговать на территории Византии, однако и генуэзцам были сохранены их права. Этот договор восстановил торговое первенство Венеции в Леванте вкупе с вышеописанными привилегиями в Византии и явился триумфом дожа Реньеро Дзено, который скончался через несколько недель после его ратификации, и был похоронен со всеми почестями, которые могла дать Венеция.
В 1270 году война завершилась подписанием Кремонского мира между Венецией и Генуей.

## Итоги войны
Результатом войны стало ослабление сил европейцев в Палестине. Акра, Тир и Триполи перестали быть значимыми центрами транзитной торговли, уступая свою роль кипрским портам. Военные ордена, ослабленные внутренним конфликтом, не могли противостоять наступлению мусульман, что привело в 1291 году к падению Акры, а затем Бейрута, Тира и Сидона — последних владений крестоносцев в Святой земле.
Будучи затяжным военным конфликтом, затронувшим интересы не только Венецианской, Генуэзской, Пизанской республик и рыцарских орденов, но и многих городских центров Адриатического побережья Италии, война святого Саввы довольно рано привлекла внимание средневековых хронистов. О её событиях, в частности, сообщается в «Истории Венеции» Мартино да Канале, «Хронике» Салимбене Пармского, «Истории Флоренции» Джованни Виллани и других итальянских исторических сочинениях XIII—XIV веков.